# Trollie
Trollie is een Nederlandse televisieserie van KRO-NCRV uit 2015 die uitgezonden werd in het kinderblok NPO Zapp op NPO 3.

## Verhaal
De serie volgt de tienjarige boekenwurm Max die samen met zijn familie kerst gaat vieren in een oud landhuis van zijn oma Mimi; dit landhuis ligt afgelegen hoog in de bergen. Als Max met zijn familie onderweg is naar het landhuis vindt hij een bijzondere voetafdruk in de sneeuw, volgens zijn oma is het de voetafdruk van een trol afkomstig uit het magische land Ekeby.
Wanneer Max besluit op onderzoek uit te gaan valt hij in een wak van een bevroren bergmeertje, hij wordt vervolgens gered door een wonderlijk wezen: Trollie. Trollie is verdwaald en weet niet meer hoe hij terug komt naar zijn magische land Ekeby. Bij oma kan Trollie niet blijven waardoor Max besluit zijn eigen familie tijdens Kerst te verlaten om zijn nieuwe vriend te gaan helpen. Samen gaan ze op zoek naar Ekeby, het magische land van trollen, eenhoorns en kabouters.

## Rolverdeling
| acteur             | personage         |
| ------------------ | ----------------- |
| Leo Willems        | Max               |
| Richard de Ruijter | Trollie           |
| Olga Zuiderhoek    | Mimi              |
| Jelka van Houten   | Berber            |
| Tjebbo Gerritsma   | Jeroen            |
| Juna de Leeuw      | Ruth              |
| Kees Boot          | Axel              |
| Tanja Jess         | Wendelien         |
| Korneel Evers      | Jelmar            |
| Jessica Zeylmaker  | Ineke             |
| Pauline Bas        | Sellie            |
| Koen De Graeve     | Jelle             |
| Thijs Boermans     | Lucas             |
| Stefaan Degand     | Pus               |
| Dyon Wilkens       | Olle              |
| Marlijne de Bruijn | Ming              |
| Daisy Hilgers      | Ling              |
| Chris Willemsen    | Grunwald          |
| Jappe Claes        | Kamiel            |
| Nathan Naenen      | David             |
| Dolores Bouckaert  | dokter            |
| Fred Van Kuyk      | opa Beer          |
| Lotte Pinoy        | moeder van Sellie |

## Achtergrond
Trollie bestond uit tien afleveringen en werd geregisseerd door Gert Embrechts en geproduceerd door Johan Nijenhuis, Jacqueline de Goeij en Ingmar Menning. De muziek in de serie werd verzorgd door Matthijs Kieboom. De serie ging op zaterdag 17 oktober 2015 van start bij NPO Zapp. In België werd de serie uitgezonden door Ketnet.